# Pelargós
Pelargós (Pelargos) är en ort i Grekland.   Den ligger i prefekturen Nomós Florínis och regionen Västra Makedonien, i den norra delen av landet, 300 km nordväst om huvudstaden Aten. Pelargós ligger 588 meter över havet och antalet invånare är 325.
Terrängen runt Pelargós är kuperad österut, men västerut är den platt. Runt Pelargós är det glesbefolkat, med 16 invånare per kvadratkilometer. Närmaste större samhälle är Ptolemaida, 12,9 km sydväst om Pelargós. Trakten runt Pelargós består i huvudsak av gräsmarker.